# Psychinae
Psychinae — подсемейство чешуекрылых насекомых из семейства мешочниц.

## Описание
A2 и A3 передних крильев не некотором расстоянии от корня или в базальной части крыла слиты, во внешней части крылья разделены. Самки безкрылые и безногие.

## Систематика
В составе подсемейства:
- триба: Peloponnesiini

- род: Peloponnesia

- триба: Psychini

- род: Anaproutia
- род: Bacotia
- род: Bruandia
- род: Ceratonetha
- род: Elegistis
- род: Eriochrysis
- род: Ilygenes
- род: Lamyristis
- род: Luffia
- род: Metacharistis
- род: Proutia
- род: Psyche
- род: Themeliotis